# Somiedo
Somiedo (en asturiano: Somiedu) es un concejo de la comunidad autónoma de Asturias, en el norte de España. Limita al norte con Belmonte de Miranda, al este con Teverga, al oeste con Tineo y Cangas del Narcea y al sur con los municipios de Villablino, Cabrillanes y San Emiliano, los tres en la vecina provincia de León.
Es el segundo municipio con menor densidad de población[cita requerida]. Todo el concejo forma parte del parque natural de Somiedo, habiendo sido declarado reserva de la biosfera.

## Geografía
Desde el punto de vista geográfico el territorio está enclavado en una unidad conocida como el Manto de Somiedo, en la cual está representada toda la serie estratigráfica paleozoica Asturiana, desde pizarras, areniscas, cuarcitas hasta las calizas. La desigualdad litológica origina una competencia distinta que determina un relieve diferencial que ha modificado la actual red hidrográfica que se abre camino entre los niveles duros cavando varios desfiladeros a lo largo de su curso. 

### Topografía

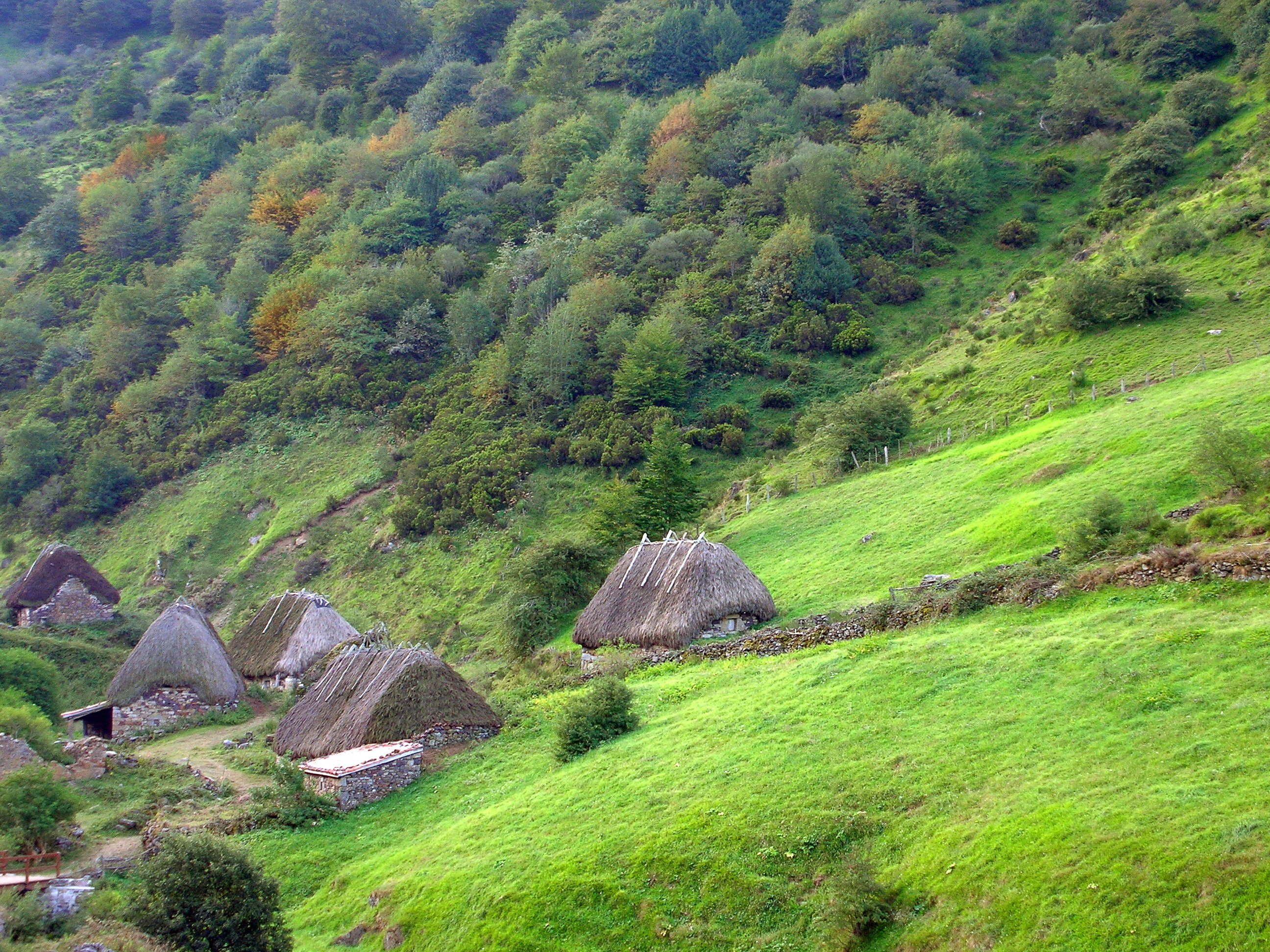
Teitos en la Braña del Pornacal

La topografía en Somiedo es una de la más accidentadas de todo el Principado de Asturias, teniendo alturas importantes, sucediéndose frecuentemente a lo largo de la superficie, las elevaciones y las depresiones. Las sierras arrancan de la cordillera Cantábrica en dirección sur-norte. De esta sierra, destacan los picos del Cornón con 2194 metros y la peña Orniz con 2190 metros. En la parte oeste del concejo, en el límite con Tineo y Cangas, se encuentra en dirección norte la sierra de la Serrantina, que continúa con la sierra de la Cabra. Paralela a La Serrantina vemos la sierra de Perlunes unida por el sur con el Páramo. Más al este del cordal del Perlunes, distinguimos Peñavera, peña de Valdepuerco, Brañeta y Palomar. En una zona más oriental y más al centro encontramos Peñalba, Condiellas y Llampaza. En el límite con Teverga tenemos los cordales de La Mesa y Cueiro. En la parte suroriental están Bobia, Tarambico y Camayor y ya en la parte septentrional encontramos la sierra de la Buestariega. Toda esta sucesión de cordales delimitan los inmensos valles del municipio y que son estos: El valle de Somiedo, el Valle del Pigüeña, el Valle del Lago, Saliencia y Las Morteras.

### Hidrografía
El sistema hidrográfico de Somiedo lo representan los ríos que dan lugar al nombre de los Valles, teniendo la particularidad de que una parte del terreno que drenan, va a verter sus aguas a través del arroyo del puerto, al océano Atlántico. Los ríos Saliencia, Las Morteras y del Valle, nacen en la parte norte de la cordillera Cantábrica y ceden sus aguas al río Somiedo que a su vez las fluye en el Pigüeña. Casi la totalidad de la red hidrográfica de Somiedo es aprovechada para su transformación en energía eléctrica en las centrales de la Riera, La Malva y Miranda. 
En el cuaternario fue zona de glaciares que dejaron lagos y lagunas altas así como valles cuya estructura está datada en los periodos cámbrico y paleozoico. Existieron doce glaciares en toda la región, ocho de los cuales estaban en la zona de Somiedo. Los valles se fueron formando por los cinco ríos que llevan el mismo nombre: Saliencia, Valle, Somiedo, Perlunes y Pigüeña. Son ríos de montaña que se han ido abriendo paso entre las calizas dejando un paisaje kárstico.

### Clima

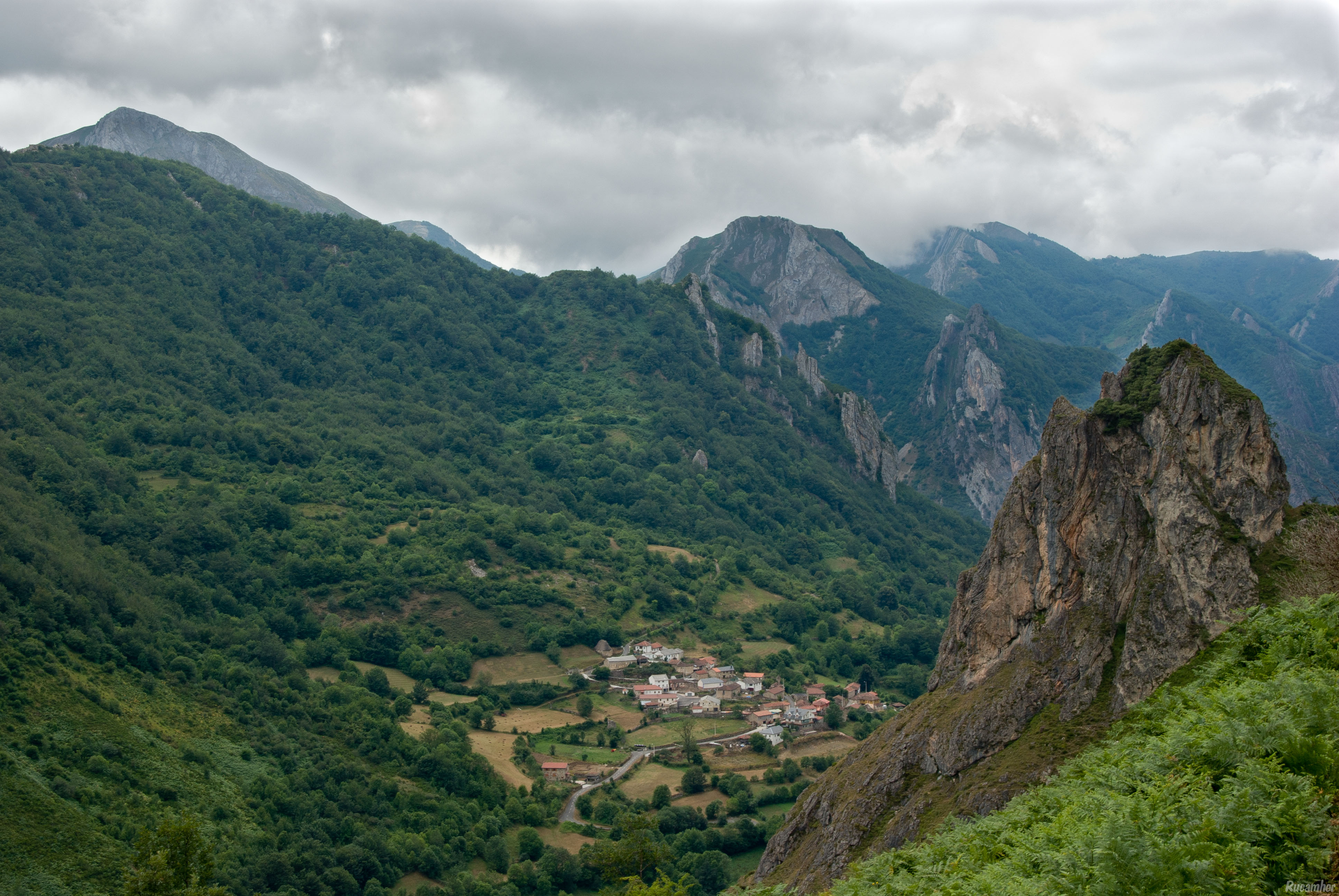
El Coto

Respecto a su clima, hay que destacar que este es oceánico, con abundancia de nieblas, humedad y lluvias. La elevada altitud media del concejo le concede algunas características de continentalidad, pudiendo afirmarse que se encuentra en una zona de transición entre el clima templado de Asturias y el continental de la meseta. Elemento importante de Somiedo es la permanencia de las nieves durante gran parte de la estación invernal.

## Naturaleza

### Vegetación
Su vegetación es una de la más ricas de todo el Principado, mostrándose bosques de hayas a 1500 m, con una altura que llega a alcanzar hasta los 30 metros; se dan en las zonas umbrías de las laderas y entre las que se encuentran incluidas especies protegidas como el acebo que sirve de alimento a diversos animales en el invierno y el tejo. También podemos ver manchas de robles, abedules en las zonas más altas y carrascales. En las zonas silíceas menos lluviosas observamos los rebollares y en los aluviales de las vegas las alisedas. Además de todas estas especies de árboles es frecuente la aparición de matorral en las partes más altas de las montañas, donde no hay lugar para vida vegetal más rica y de escobas, que es el vegetal empleado para construir los techos —teitos— de las cabañas.
Pastos o brañas
La vegetación más característica es la pradera, las llamadas brañas, compuestas por al menos 250 especies vegetales que constituyen el componente primordial en la economía del concejo. Hay algunas brañas limitadas con una cerca tradicional antigua, construida a piedra seca, llamada en Asturias corrada. Los emplazamientos de las brañas responden a una serie de condiciones a tener en cuenta: es preciso que haya agua ya sea como regatu o como fuente. Son necesarias las pendientes para conseguir un drenaje adecuado.
Se conoce documentalmente su existencia desde el siglo XI, con una explotación continua a lo largo de la Edad Media. Algunas brañas se convirtieron en ocupación permanente y en ellas se edificaron chozos o refugios, como demostración de apropiación del terreno, lo mismo que demuestran los cercados o cerramientos.
Hay en Somiedo cerca 3000 ha de pastizales o brañas, algunos privados y otros de utilidad pública. Se llaman pastizales de siega aquellos en que se corta la hierba en el mes de junio y se deja en el sitio a la espera de su deshidratación para recogerla y almacenarla cuando ya esté a punto. Los pastizales de diente son aquellos en los que el ganado pasta libremente, favoreciendo la oxigenación del suelo por la forma que tienen de arrancar la hierba al comer y por el pisoteo de las pezuñas. A veces, cuando la hierba ya está segada, se permite el paso de todos los animales; a esto se le llama derrotas. Cuando varias aldeas hacen uso de los pastos comunales, se llama facería. Cuando se juntan las cabezas ganaderas de todos los vecinos al cuidado de un solo pastor o vaquero, se llama vecera.
- Braña de La Pornacal en la parroquia de Villar de Vildas que está situado en la parte baja del valle del río Pigüeña. Supone una de las brañas más importantes del concejo de Somiedo; la mayor parte pertenece a la comunidad, aunque existen también fincas privadas.

### Fauna

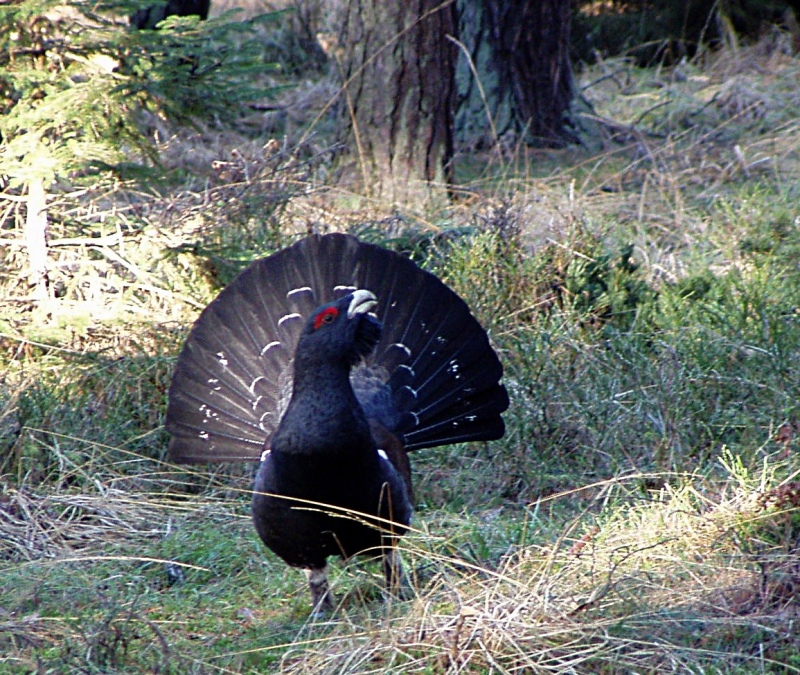
Urogallo

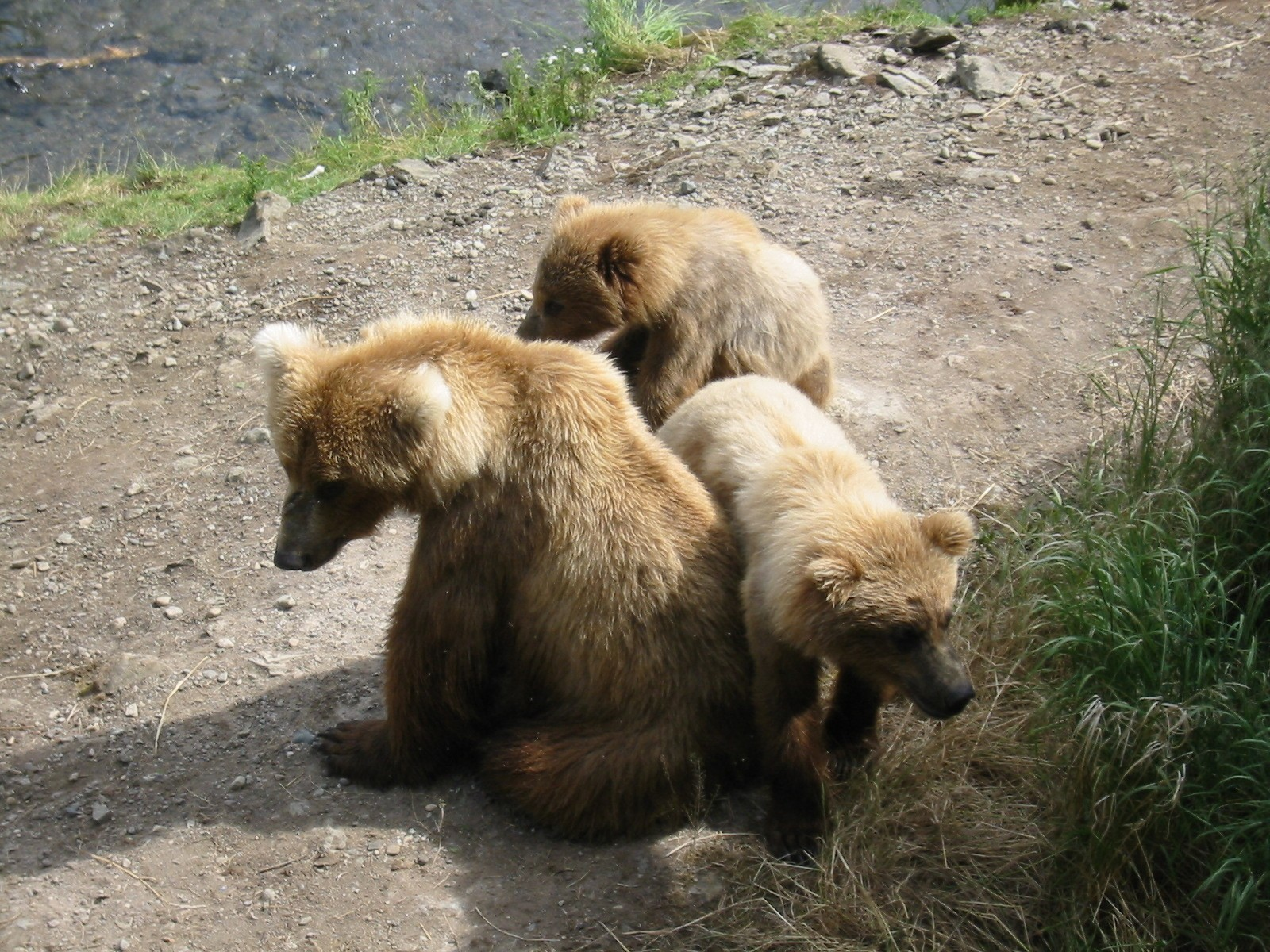
Osos pardos

También su fauna es una de las mayores de todo el Principado de Asturias teniendo todo el parque una de las más grandes reservas de osos pardos, que desde finales de los años 1990 se ha expandido a otras áreas y sufre un ligero incremento. 
Destacan también sus poblaciones de lobo y de urogallo cantábrico, aunque este último en clara regresión. Otros mamíferos más fáciles de observar son el rebeco cantábrico, que suele moverse en manadas por las zonas altas del parque, el ciervo y el corzo, en las zonas boscosas, y el jabalí y el zorro. También son comunes el tejón, la marta, el lirón careto, etc.
Respecto a las aves podemos destacar el águila real, el ratonero, el pito negro o el halcón peregrino. Ocasionalmente se observan grupos de buitres leonados.

## Historia

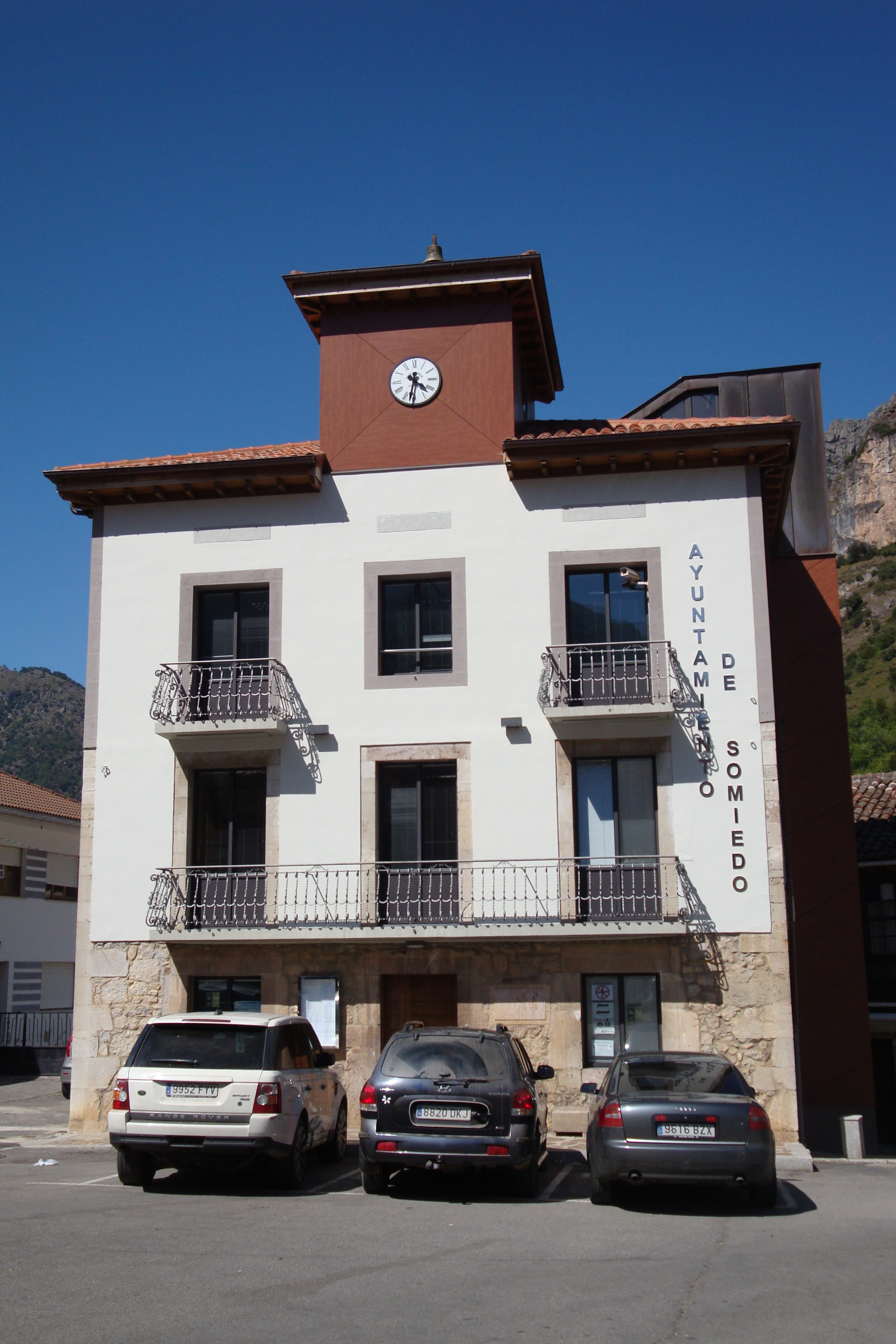
Casa consistorial

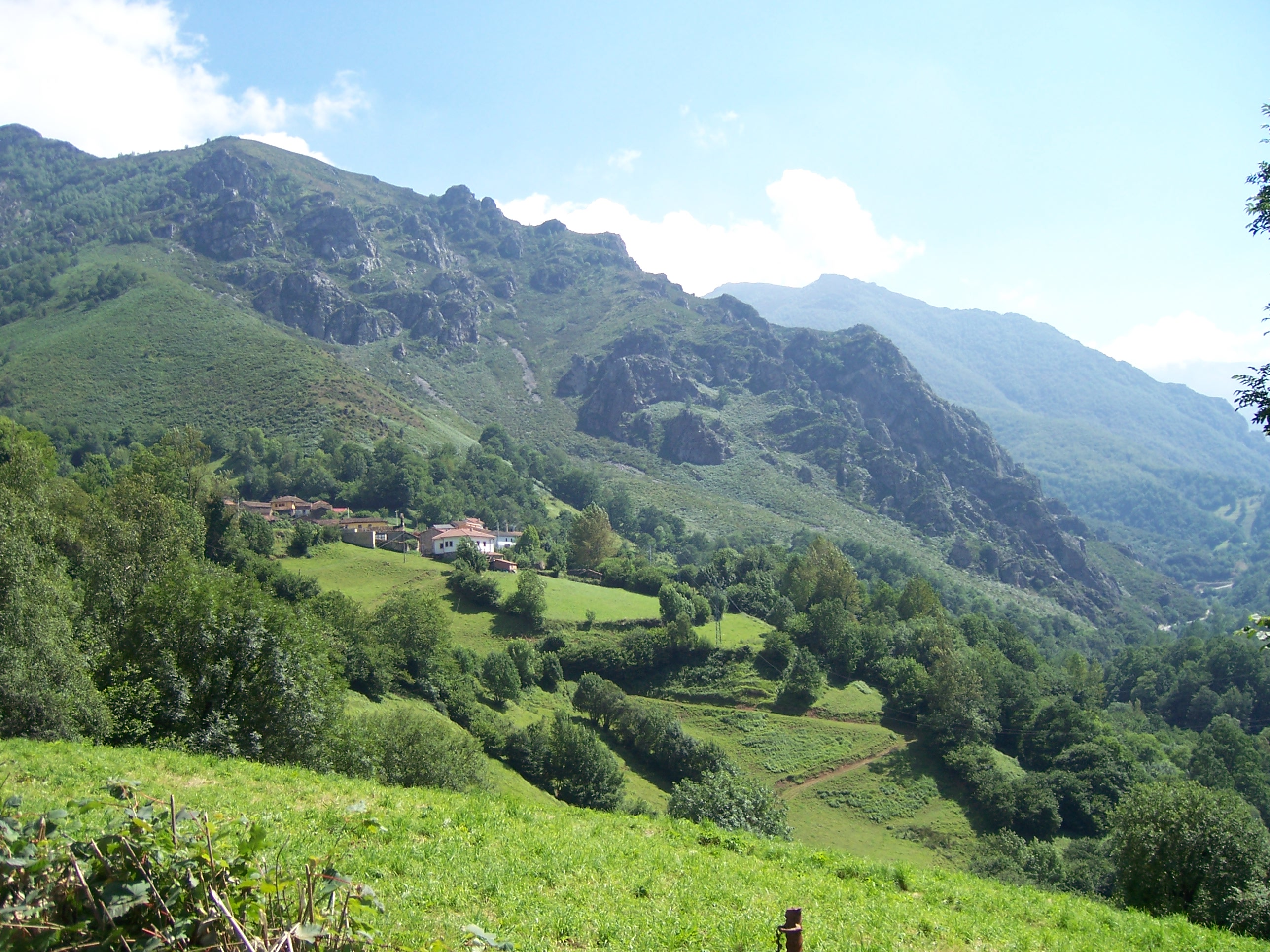
Cores

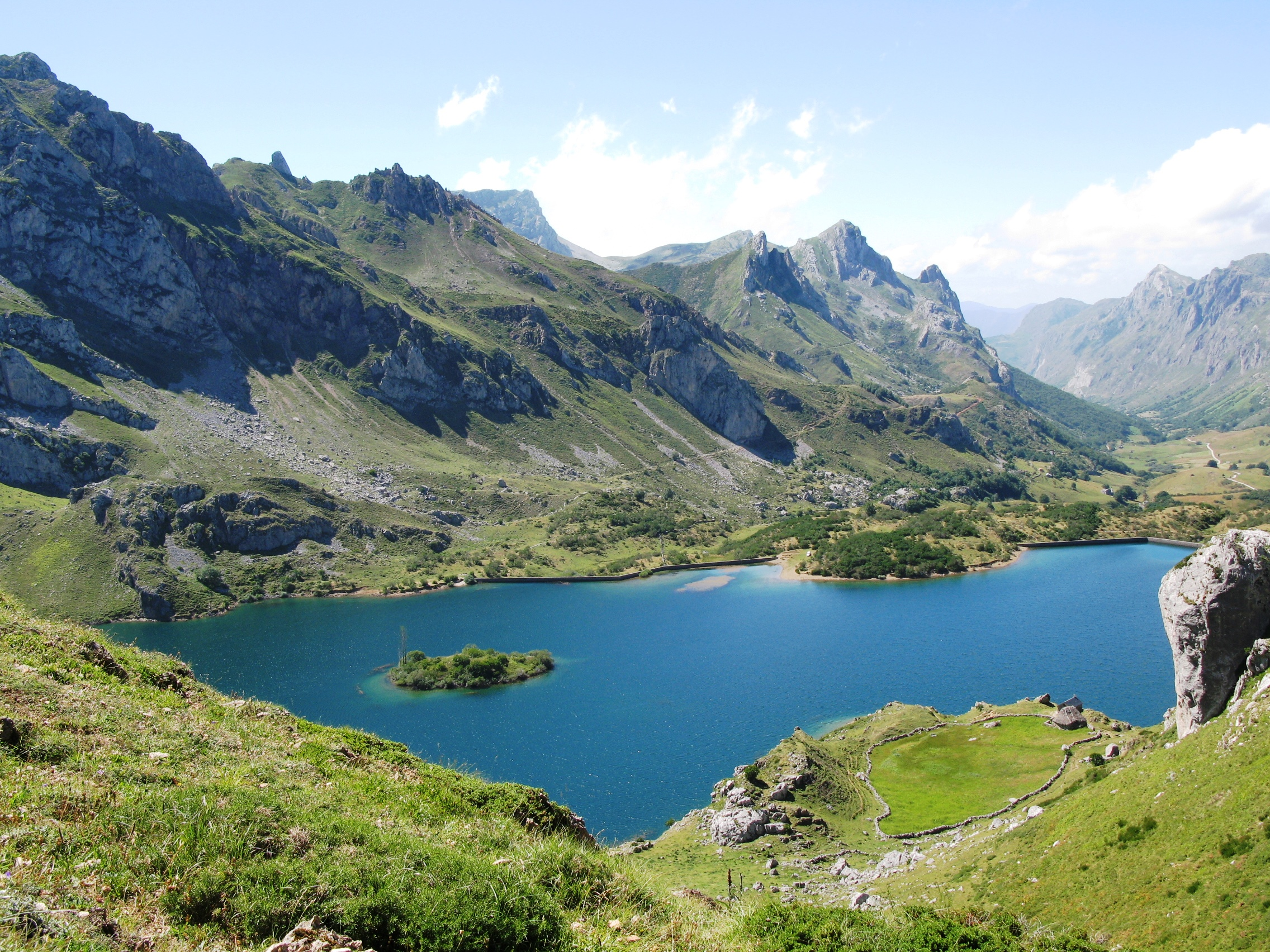
Lago del Valle

Los primeros vestigios históricos hallados en suelo de Somiedo se corresponden con la etapa de la Edad del Bronce, aunque se cree que ya en tiempos neolíticos el territorio fue colonizado. Fueron hallados varios asentamientos castreños en las proximidades de Trascastro y de la Pola, que se piensa fueron edificados por comunidades prerromanas. Se ha encontrado en Gúa y Coto de Buenamadre varios denarios ibéricos que datan del siglo I antes de Cristo.
Del paso de la romanización por el concejo quedan diversos topónimos, así como restos de calzadas y fortalezas estratégicamente situadas para su posición defensiva. Dentro de éstas tenemos el castro de Remonguila en las proximidades de La Riera, el castillo de Alba cerca de la Pola, o la fortaleza de Saliencia. Gracias al pueblo romano se mejoró y definió el antiguo trazado del paso a la meseta por el camín de la Mesa, de gran importancia posterior, tanto con la conquista musulmana como por la expansión del reino asturiano.
Durante la Baja Edad Media cobra importancia el monasterio de Gúa, perteneciente a la orden cisterciense. Fue fundado por el rey Fernando II y su mujer doña Urraca, que otorgaron más tarde a dicho monasterio el coto de Gúa. Otras donaciones efectuadas a la iglesia Ovetense fueron el monasterio de Santa María de Lapedo, la iglesia de San Miguel de La Llera, el monasterio de Villanueva de Carzana o el de San Andrés de Cogega en Veigas.
En la media y Alta Edad Media el concejo estuvo marcado por la gran influencia que el monasterio de Belmonte ejerció sobre él en el valle de Pigüeña. En este valle se encuentra una de las mejores brañas del concejo. Pertenecían al monasterio las aldeas de Villaux, Villar de Vildas, Pigüeces, Santullano, Pigüeña, Orderias, Las Morteras, La Riera y algunas más.
Esta situación duró hasta que el monarca Alfonso X de Castilla, en su afán de repoblación, concedió la carta puebla al municipio, estableciéndose inicialmente en la Agüera de Belmonte, donde permanecería durante un tiempo hasta que se trasladó al actual emplazamiento de la Pola. En 1277, varias pueblas del occidente Astur, entre las que se encuentra Somiedo, se reunieron en La Espina y firmaron la carta de Hermandad que garantizará el orden en la zona. Durante el siglo XV, el linaje de Quiñónes ejerció el poder sobre todas las tierras hasta que los Reyes Católicos en 1496 eliminaron todos sus privilegios para incorporar el concejo al realengo. A pesar de esto, en el siglo XVI, los linajes Miranda, Flórez y Omaña, ostentaron cierto poder en el concejo. La familia de los Miranda dio lugar al cambio del topónimo de Belmonte a Belmonte de Miranda.
A lo largo de toda la Edad Media y la Moderna, Somiedo sufrió las disputas entre monasterios, familias, campesinado y población vaqueira por el control de la tierra, surgiendo una minoría de campesinos libres y propietarios; esta situación que acaba con la supresión en 1827 del régimen señorial, integrándose los cotos de Clavillas y Valcárcel, Gúa y Caunedo y Aguino y Perlunes al territorio de Somiedo. En el censo de 1797 se dice que «hay 3139 campesinos propietarios frente a 54 141 arrendatarios».
Dentro de este contexto van apareciendo como grupo de fuerza los vaqueiros, esa población trashumante cuyos únicos y comunes intereses son el cuidado y protección del ganado vacuno. Este grupo fue formando su propia cabaña y desarrollando el procedimiento del cerramiento de pastos, construyendo las cercas de piedra y creando los prados de guadaña o de corte, lo que no se consiguió fácilmente pues tuvieron siempre la oposición y presión de los nobles que trataban de imponer unas leyes favorables para sus propios intereses ganaderos.
En la guerra de la Independencia española Somiedo acogió en 1810, la retirada de las tropas defensoras asturianas que huían por culpa del avance de la armada francesa dirigida por el general Bonet. En las guerras carlistas también se producen incursiones de tropas en el concejo. Ya en 1934 y en tiempos de la revolución el ejército se amotina durante un año en Somiedo, lugar estratégico entre los focos de Laciana y Grado. Al comenzar la guerra civil española, el frente se estabiliza en El Puerto, hasta el 21 de octubre de 1937, en que las tropas republicanas pierden la ciudad de Gijón y con ello el último bastión del norte de España. No obstante en todas las zonas de montaña de Asturias, especialmente en las limítrofes con la León, existieron maquis que combatieron y formaron parte de la resistencia antifranquista hasta aproximadamente 1948, cuando se intensificó la represión contra los mismos.
Tras el fin de la guerra y el periodo de posguerra se vivió en la zona, igual que en el resto de España un fuerte proceso de autarquía y economía de auto subsistencia, Somiedo a diferencia de otras zonas cercanas como Laciana o Cangas del Narcea no vivió un periodo de industrialización tan fuerte, manteniendo la economía agraria y en consecuencia fueron muchos los habitantes que abandonaron el concejo hacia estos centros industriales y el centro de la región en busca de mejores oportunidades. En la actualidad este proceso sigue afectando a toda la zona suroccidental de Asturias, abanderando Somiedo una reconversión hacia el turismo rural, de naturaleza y de aventura.
En Somiedo nació Álvaro Flórez Estrada, destacado economista y político, que fue una de las grandes figuras del movimiento de Ilustración que surgieron en Asturias.

## Demografía
Somiedo cuenta con una población de 1065 habitantes (INE 2024).
| Gráfica de evolución demográfica de Somiedo entre 1842 y 2021 |
| |
| Población de derecho según los censos de población del INE. Población de hecho según los censos de población del INE.En este censo se denominaba Somiredo: 1842. |

La evolución seguida en Somiedo a lo largo del siglo XX, sigue el mismo camino que el resto de concejos montañosos del principado, es decir, pérdida progresiva de la población, sobre todo a partir de los años 1940, aunque aquí las tres primeras décadas sucedió todo lo contrario, se incrementó la población, pese a la emigración a ultramar, y se pasó de 5006 habitantes del principio de siglo hasta 5558 en 1940. A partir de esta fecha el descenso fue imparable, produciéndose una disminución de la cifra de hasta un 70 % hasta dejarla en 1544 en la actualidad, con una densidad de 5,55 hab/km², que la convierte en la segunda más baja de Asturias. La causa principal de esta reducción se debe sobre todo a la fuerte emigración hacia las zonas más industrializadas de la región. Últimamente y a partir de la declaración del concejo como parque natural, se ha ido frenando esta brusca caída al aparecer nuevos elementos dinamizadores de la economía municipal.
Todas estas causas nos dan unas estructuras demográficas bruscamente alteradas, presentándose una pirámide donde la población mayor de 50 años es la más abundante dentro del concejo, teniendo una de las tasas de envejecimiento más fuerte de todo el Principado. La concentración humana se realiza en el fondo de los valles mayoritariamente, especialmente en Villar de Vildas, La Riera y La Pola, teniendo algunas de las aldeas de montaña una presencia casi nula.

## Economía

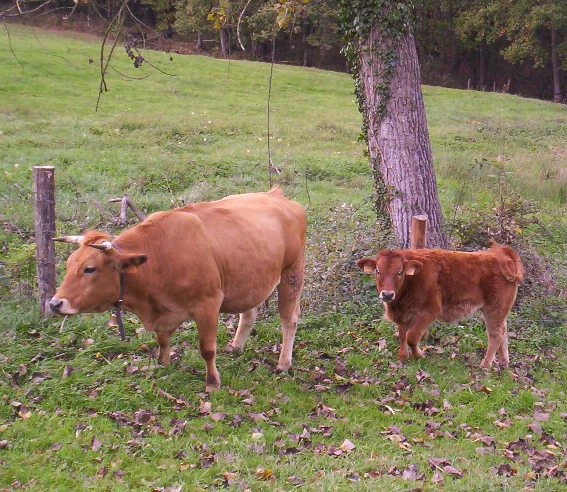
Asturiana de los valles

La actividad económica del concejo gira en torno del sector primario, ya que es el que más emplea con un 67,45 % y el que mayor riqueza produce al generar un 40 % del producto interior bruto. Las explotaciones ganaderas de Somiedo trabajan sobre todo con la cabaña vacuna, presentando ésta una orientación hacia el sector cárnico principalmente, ostentando una de las cabañas más importantes de la raza Asturiana de los valles. Para la cría del ganado y su alimentación cuenta este concejo con gran número de brañas que ofrecen importantes pastos. Se siembra además una variedad de cereales, destacando la escanda.
Maíz y patata

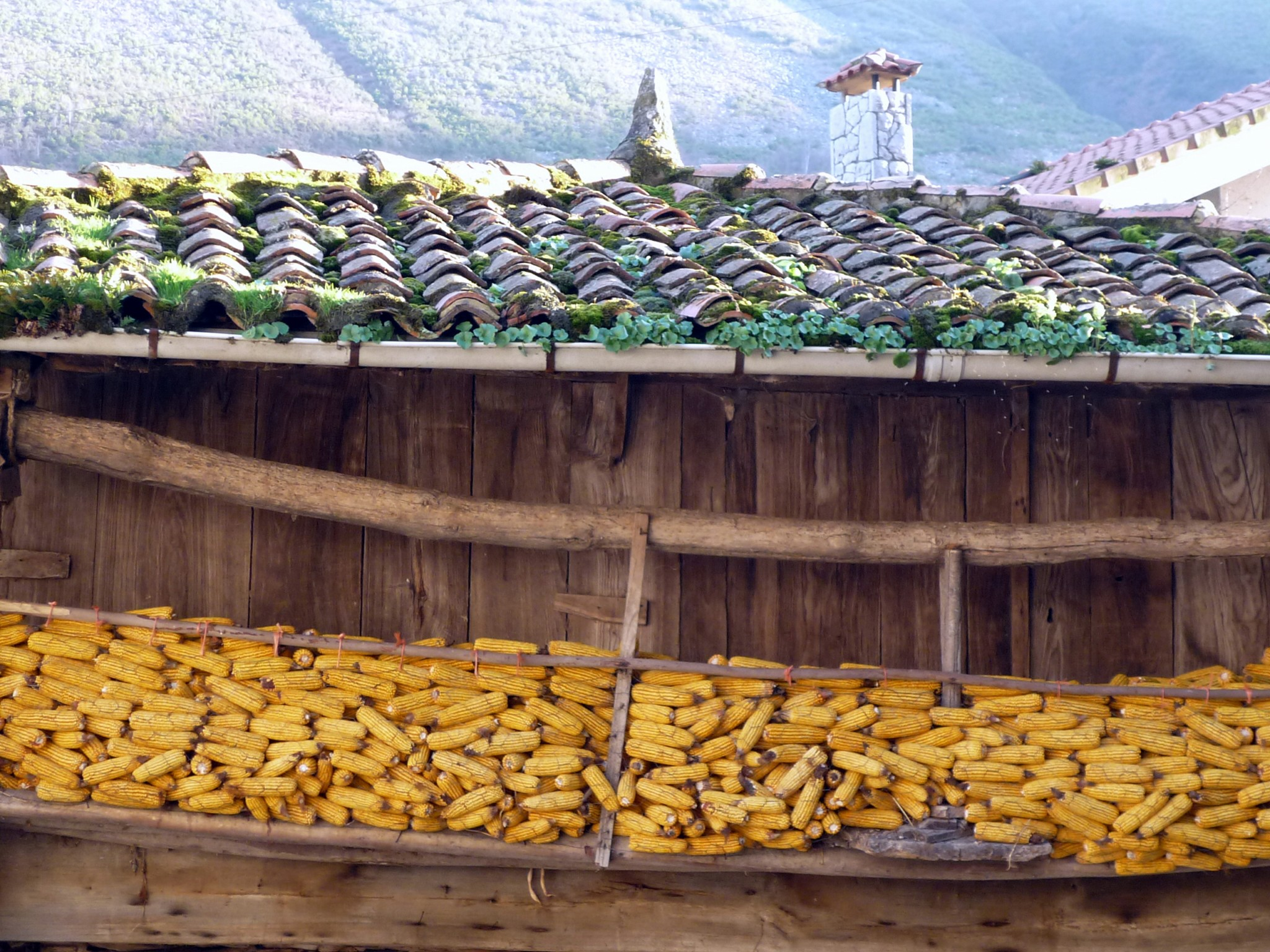
Hórreo asturiano con ampliación para guardar el maíz

La introducción de estos dos cultivos a partir del siglo XVII tuvo una trascendencia enorme en la economía de la agricultura en todo el Principado. Especialmente el maíz llegó a ser un cultivo tan apreciado que se convirtió en todo un símbolo de la cultura agraria dando lugar a un importante cambio en la estructura de los tradicionales hórreos que se ampliaron con cámaras más grandes y de mayor capacidad. Las ristras de mazorcas colgadas en los corredores llegaron a ser parte de un paisaje que pronto se hizo tradicional. También se hicieron tradicionales los festejos que tenían lugar con ocasión del desgranado de las mazorcas, los llamados esfoyada. El grano servía y sirve para alimento de las aves de corral y para elaborar el pan de borona; el tallo mezclado con la hierba se le daba al ganado en el invierno. El corazón de las panochas desgranadas —los tarucos— sirvió durante mucho tiempo para la construcción de tabiques y también para avivar el fuego. Las grandes hojas de la planta se utilizaron para hacer camastros en los refugios de los pastores de las brañas. El cultivo de la patata introducido en el siglo XVIII fue esencial para la alimentación base de los vaqueiros de alzada.
Del sector secundario industrial hay que destacar que sólo emplea a un 2,94 % de la población activa, aunque para tan poca cifra tiene una considerable participación dentro del PIB del concejo. Anteriormente tenía una participación mucho más fuerte dentro de la actividad económica, pero la pérdida de empleos sucedida con el cierre de la mina de hierro de La Cueva y la reducción llevada a cabo en las eléctricas, hacen que actualmente muy poca gente dependa de esta rama de la economía. La construcción es la actividad que mayor número de empleos ofrece.
Donde sí se ha producido una evolución positiva es dentro del sector terciario, sobre todo a partir de la declaración del concejo como parque natural el 10 de junio de 1988, y que en la actualidad emplea al 29,61 % de los activos, cifra que posiblemente irá creciendo con el paso del tiempo.

## Administración y política

### Gobierno municipal
El concejo de Somiedo, es un concejo tradicionalmente socialista, desde 1979 este partido ha sido el que ha gobernado el concejo, siempre con mayoría absoluta. El actual alcalde socialista es Belarmino Fernández Fervienza.
| Periodo   | Nombre                        | Partido | Partido                                    |
| --------- | ----------------------------- | ------- | ------------------------------------------ |
| 1979-1987 | Ricardo Suárez Argüelles      |         | Federación Socialista Asturiana (FSA-PSOE) |
| 1987-1995 | Aurelio Álvarez Arias         |         | Federación Socialista Asturiana (FSA-PSOE) |
| 1995-act. | Belarmino Fernández Fervienza |         | Federación Socialista Asturiana (FSA-PSOE) |

| Partido político    | Partido político                                                    | 1979   | 1983   | 1987   | 1991   | 1995   | 1999   | 2003   | 2007   | 2011   | 2015   | 2019   | 2023   |
| Partido político    | Partido político                                                    | Ediles | Ediles | Ediles | Ediles | Ediles | Ediles | Ediles | Ediles | Ediles | Ediles | Ediles | Ediles |
|                     | Federación Socialista Asturiana (FSA-PSOE)                          | 6      | 7      | 7      | 7      | 5      | 7      | 8      | 7      | 7      | 7      | 7      | 6      |
|                     | Foro Asturias (FAC)                                                 | —      | —      | —      | —      | —      | —      | —      | —      | 2      | 2      | —      | —      |
|                     | Alianza Popular (AP)-Partido Popular (PP)                           | 4      | 4      | 4      | 2      | 4      | 1      | 1      | 2      | —      | —      | 2      | 3      |
|                     | Unión de Centro Democrático (UCD)-Centro Democrático y Social (CDS) | 1      | —      | —      | —      | —      | —      | —      | —      | —      | —      | —      | —      |
|                     | Unidad Somedana (US)                                                | —      | —      | —      | —      | —      | 1      | —      | —      | —      | —      | —      | —      |
| Total de concejales | Total de concejales                                                 | 11     | 11     | 11     | 9      | 9      | 9      | 9      | 9      | 9      | 9      | 9      | 9      |

### Organización territorial

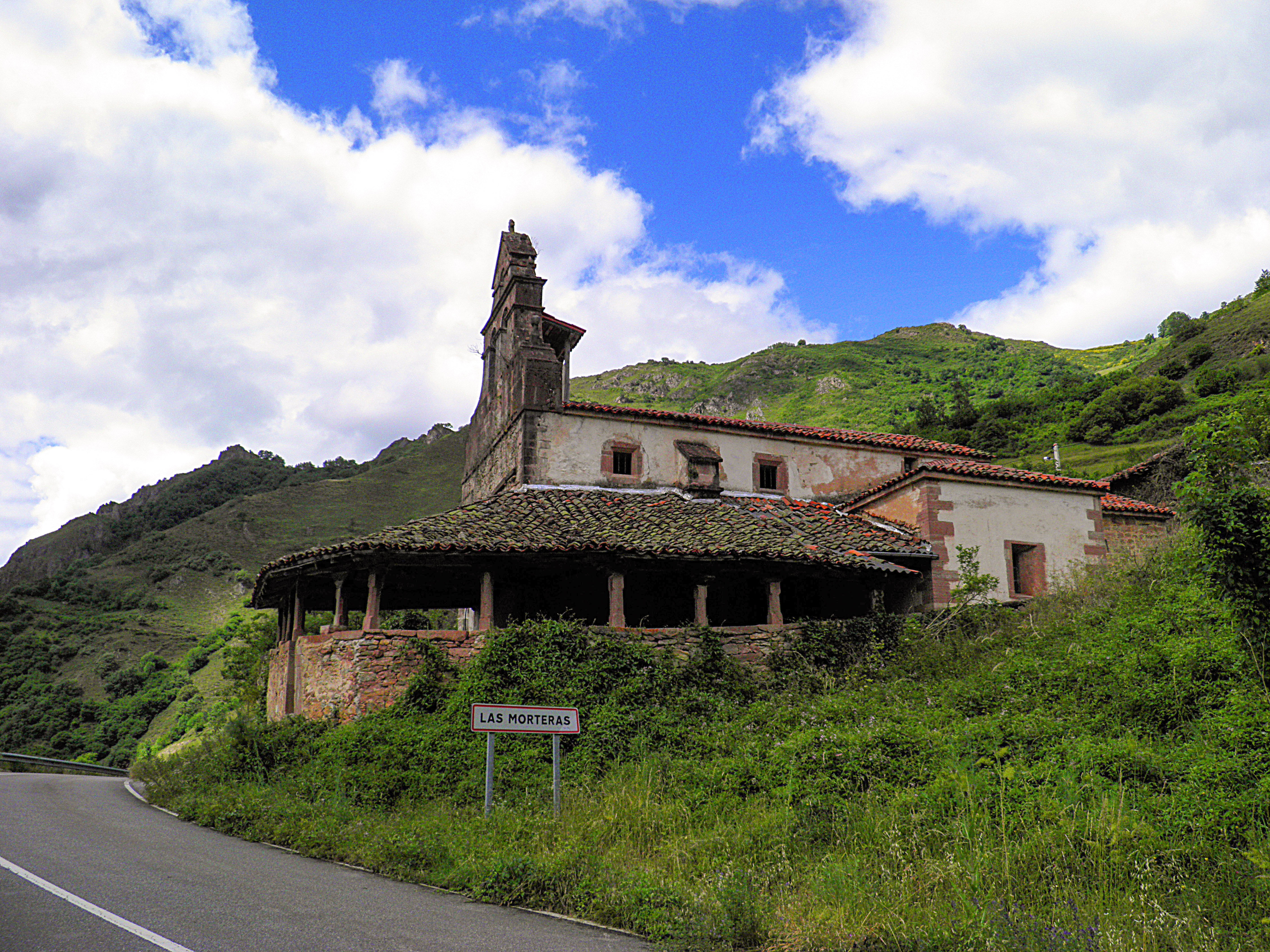
Iglesia de Las Morteras

El concejo de Somiedo se divide en 15 parroquias:
- Aguino
- Clavillas
- Corés
- El Coto
- El Puerto
- Éndriga
- Gúa
- La Riera
- Las Morteras
- Pigüeña
- Pigüeces
- Pola de Somiedo
- Valle del Lago
- Veigas
- Villar de Vildas

## Cultura

### Arquitectura

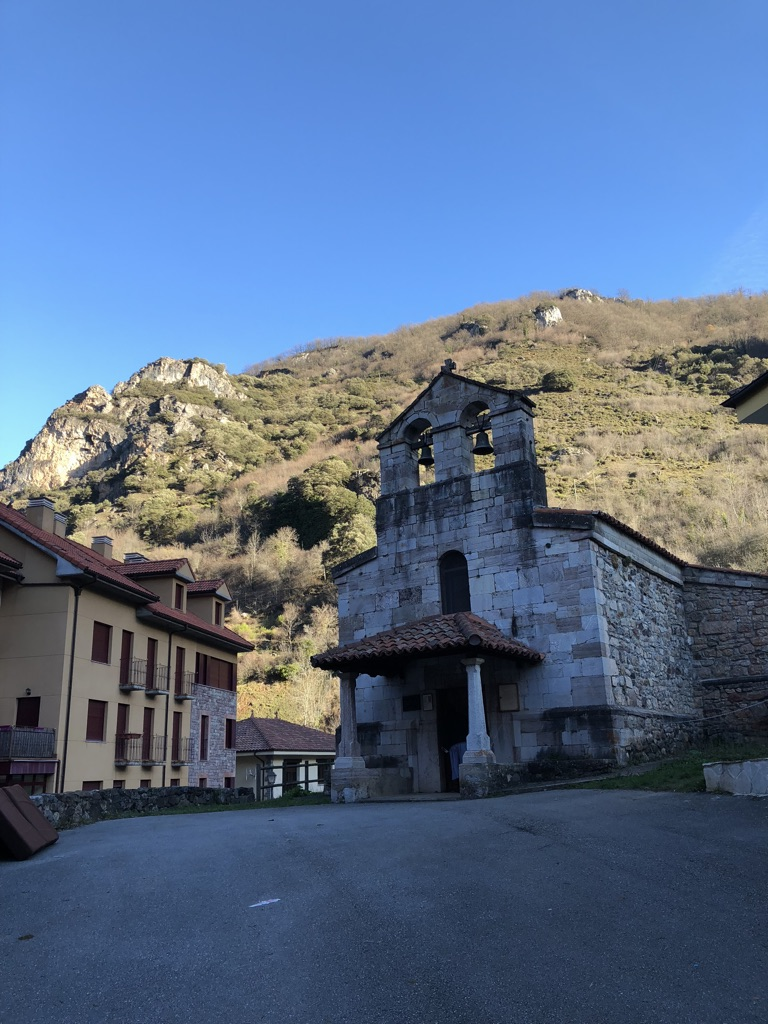
Iglesia de San Pedro, Pola de Somiedo

Mucha de la riqueza artística diseminada por el concejo, ha sido perdida durante el paso de los tiempos, a consecuencia de robos, abandonos, incendios y destrucciones. Dentro de la arquitectura religiosa que todavía se conserva en Somiedo tenemos la iglesia de San Pedro de La Riera, edificada en el siglo XVIII, con nave estructurada en forma de cruz latina, con bóveda de cañón rematada por una torre campanario a los pies de ella.
También se conserva en La Pola la iglesia parroquial de San Pedro, también del siglo XVIII y que emplea sillar a la fachada y espadaña lo que le da un toque de mayor calidad. Se puede observar también como conserva un escudo de armas de los Flórez-Estrada.
En la localidad de Endiga encontramos la iglesia de San Salvador, fundada en el siglo XVII y que alberga en su interior unos retablos barrocos de gran importancia. Una de las construcciones más interesante es la iglesia de Santa María de Gúa, por estar erigida sobre restos del monasterio medieval de igual nombre, ocupado por monjas bernardas.
Dentro de su arquitectura civil y popular es frecuente ver a lo largo del concejo diversos palacios y casonas como el palacio de Flórez de Estrada, localizado en las proximidades de la Pola que fue construido a partir de una torre cúbica de fines del XVI o principios del XVII. En la capilla, agregada en el siglo XIX, pórtico y arco de medio punto sobre la puerta de acceso. Parte de este cercado edificio está destinado a Casa de Aldea.
En Caunedo se encuentra el palacio de la familia del mismo nombre. Construido sobre un edificio del siglo XV, y que sufrió cambios posteriores. También hay que destacar en Villarín el palacio del conde de Torata de finales del XIX, que cuenta con una profusión de vanos para buscar luminosidad, ligereza y elevación. Otro palacio está en Las Morteras, en donde se encuentra el hoy abandonado palacio renacentista del matrimonio formado por María Meléndez y Diego Flórez Valdés, que muestra una gran calidad de su construcción en piedra. Otras construcciones importantes aparte de los palacios o casonas son las ruinas del castillo de Alba cerca de Pola, del que aún se conservan unos restos de un torreón circular y de muros, y también la existencia de un puente medieval situado en La Riera.
Además de todas estas construcciones, Somiedo destaca también por las construcciones de teito de escoba y por sus brañas, encontrándose en su territorio las de mayor fama de toda Asturias destacando las cabañas de teito de La Pornacal (braña situada en la parroquia de Villar de Vildas) y Mumian, y los corros de falsa bóveda en Sousas y La Mesa. Finalmente hay que comentar que en la capital, se encuentra el centro de recepción e interpretación del parque natural, así como el museo etnográfico.

#### Casa somedana tradicional de teito

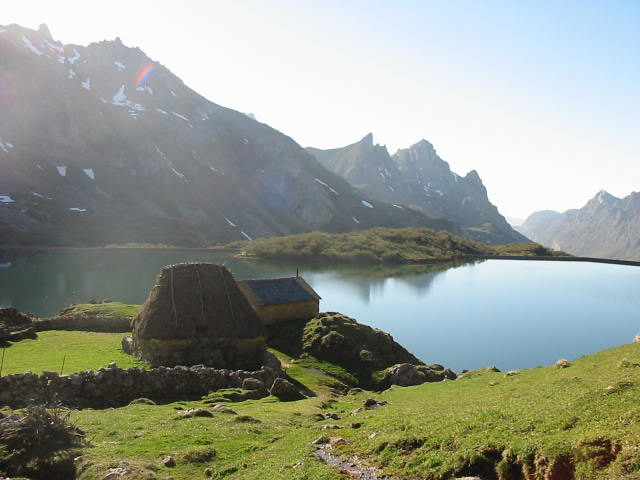
Teito situado en el lago del valle, en Somiedo

La casa somedana tradicional es la casa-establo, es decir, el espacio compartido entre la familia y el ganado en propiedad. Está edificada con gruesos muros de piedra de planta rectangular y rematada con cubierta vegetal de escoba. El interior está dividido en dos espacios, uno de mayor superficie destinado a cuadra o establo y el otro menor, a vivienda, con cuarto y cocina. Arriba hay una zona bajo la cubierta que sirve para almacenar el heno y a veces si es necesario, como dormitorio.
En la parte del establo están los pesebres que antiguamente se fabricaban con entretejido o encestado llamado sebe o xebe o sardu. Este espacio está separado de la vivienda por el buláu de tablas o sebes con una puerta de acceso. Esta separación fue evolucionando con el empleo de tabiques de mampostería sobre la base de las tablas o sebes originales. En la vivienda se encuentra la lareira que es el lugar para el fuego; justo en ese recuadro cuelgan las cadenas o pregancias que sujetan el pote de la comida. En su origen este tipo de casa no tenía ventanas ni chimenea, perteneciendo al grupo de «casas de humo», por lo que las paredes del interior están muy ennegrecidas. Tenía una sola puerta de acceso aunque más tarde evolucionó la construcción con otra puerta de entrada directa al establo. También se incorporó el ventanuco del pajar llamado boqueirón.
El mobiliario antiguo se componía de una cama o camastro, un banco de madera llamado escano, la masera o artesa para amasar el pan, candiles para iluminar, un arcón para guardar la ropa y algún objeto más.
La cubierta de la casa somedana fue siempre vegetal. En Asturias se conoce este tipo de cubierta como teito y por extensión se llama teito a toda construcción que tiene un techo vegetal. Los materiales empleados en la casa somedana son la piedra para los muros, la madera para formar la estructura del techo y la escoba depositada sobre ella. La cubierta es a cuatro aguas, con bastante inclinación para que pueda resbalar la lluvia y la nieve. A veces el teitado con escoba se ayuda con matorral de brezo llamado gorbizo cuando es brezo bajo y uz cuando es brezo alto, de un verde más penetrante. Los brezos se arrancan con su raíz para mayor consistencia, mientras que la escoba se corta con la hoz casi a ras del suelo y siguiendo unos ritos ancestrales en que se dan unas ciertas condiciones climatológicas. Son costumbres muy antiguas que siempre dieron buenos resultados, las mismas que se han venido dando en el Macizo Central y en los Alpes. El corte periódico de matorrales de escoba supone un beneficio ecológico favorable a las brañas o praderíos pues de lo contrario esta planta las invadiría de manera endémica.

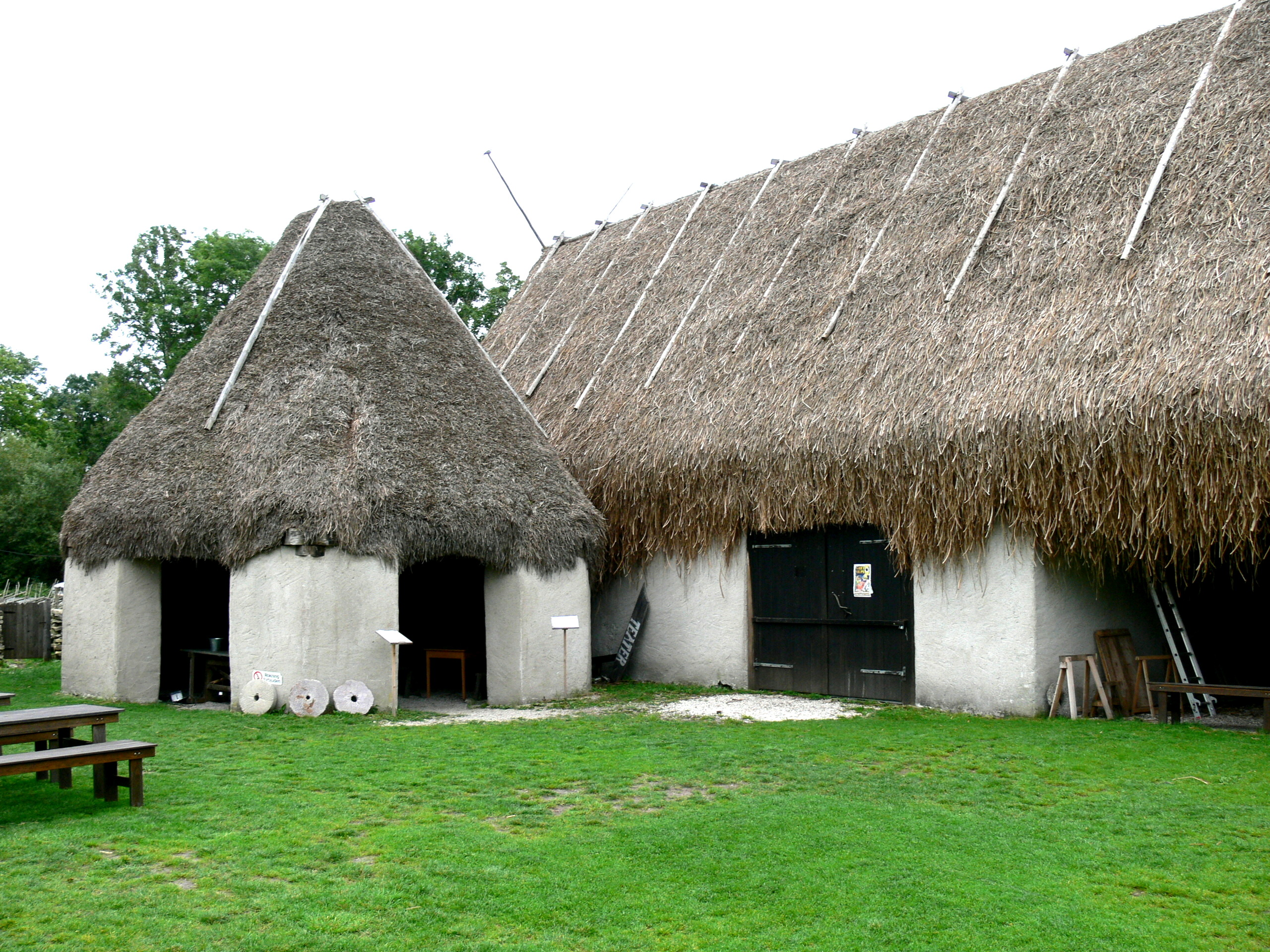
Casa con techo de paja y sistema de zancas en Gotland

El teito se construye fabricando en primer lugar el armazón de madera, cubriéndolo a continuación y en la mayoría de los casos con una capa de brezo. Sobre esta capa se va colocando la escoba de ramas bien espesas, de abajo arriba, siguiendo una técnica tradicional, la misma que han seguido durante siglos en otros teitos europeos. El hecho de colocar las ramas se llama espetar. En estos teitos la rama de la escoba se espeta hacia abajo, quedando el tallo hacia arriba; el espesor final puede llegar hasta medio metro, siendo todavía mayor en la parte superior delantera, lo que se llama zarzaneira d’adelante, que es la zona más expuesta a las inclemencias del tiempo. La parte más alta llamada cume forma una línea transversal y de superficie plana sobre la que se depositan algunas ramas de escoba que se sujetan a lo largo formando una cama espesa. Todo esto se sujeta con unas varas de haya o de fresno llamadas llatas del cume que a su vez soportan varias técnicas de sujeción: mediante zancas —unos maderos— que cuelgan a horcajadas desde el cume a lo largo del teito, que se sujetan con yugos. Mediante gabitos o palos en forma de horquilla, de metro y medio de largo, que se hincan en la escoba para sujetar las llatas creando el aspecto de una gran cresta sobre el cume. Mediante tapinos de hierba o tepes que son unos recuadros muy tupidos de hierba de las praderas altas. Pueden alcanzar los 60 por 50 cm y los 10 cm de espesor. El uso de los tepes es bastante usual en la arquitectura vernácula europea. En Somiedo se encuentran en la arquitectura de corros y chozos, sobre todo en el valle del Lago y valle de Pigüeña.

### Fiestas
Entre sus fiestas están:
- San Antonio en Valcárcel, Valle de Lago, Villarín y La Rebollada los tres últimos fines de semana de junio.

- El Carmen en La Riera, Villar de Vildas y Caunedo, el tercer fin de semana de agosto y de septiembre.

- Nuestra Señora en Corés y Pola de Somiedo, el segundo fin de semana de septiembre.

- El Rosario en Clavillas, Gúa, Santullano y Valle de Lago, el segundo fin de semana de octubre.

- Santiago Apóstol en Santiago del Hermo, el último fin de semana de julio.

Casi todos los festejos que se celebran en el concejo, tienen lugar en la época veraniega al acabar las tareas agrícolas, y en ellas se disfruta de todas las tradiciones propias del lugar, donde nunca puede faltar la gastronomía, ingrediente fundamental en todas ellas. Además en el municipio tienen lugar diversas ferias ganaderas destacando la de la raza Asturiana de los valles.